# Sutton United F.C
Sutton United Football Club é um clube de futebol profissional de Sutton, no sul de Londres, Inglaterra. Atualmente joga a National League, a quinta divisão Inglesa. Manda seus jogos no Gander Green Lane ,cerca de 17 km do centro de Londres.
O Sutton começou jogando em ligas locais, mas, progrediu  a Liga Ateniense em 1921; a Liga Istmiana em 1964; e a Conferência de 1986. O time de Sutton venceu a Liga Ateniense três vezes (1927–28, 1945–46 e 1957–58) e a Liga Istmiana cinco vezes (1966–67, 1984–85, 1985–86, 1998–99 e 2010–11). Eles apareceram na Conferência por mais uma temporada em 1999–2000. Foram membros fundadores da Conferência Sul (agora conhecida como Liga Nacional Sul) em 2004 . O Sutton United venceu a National League South em 2015–16, alcançando sua primeira promoção à Football League após o título da National League na temporada 2020–21.

## Gander Green Lane

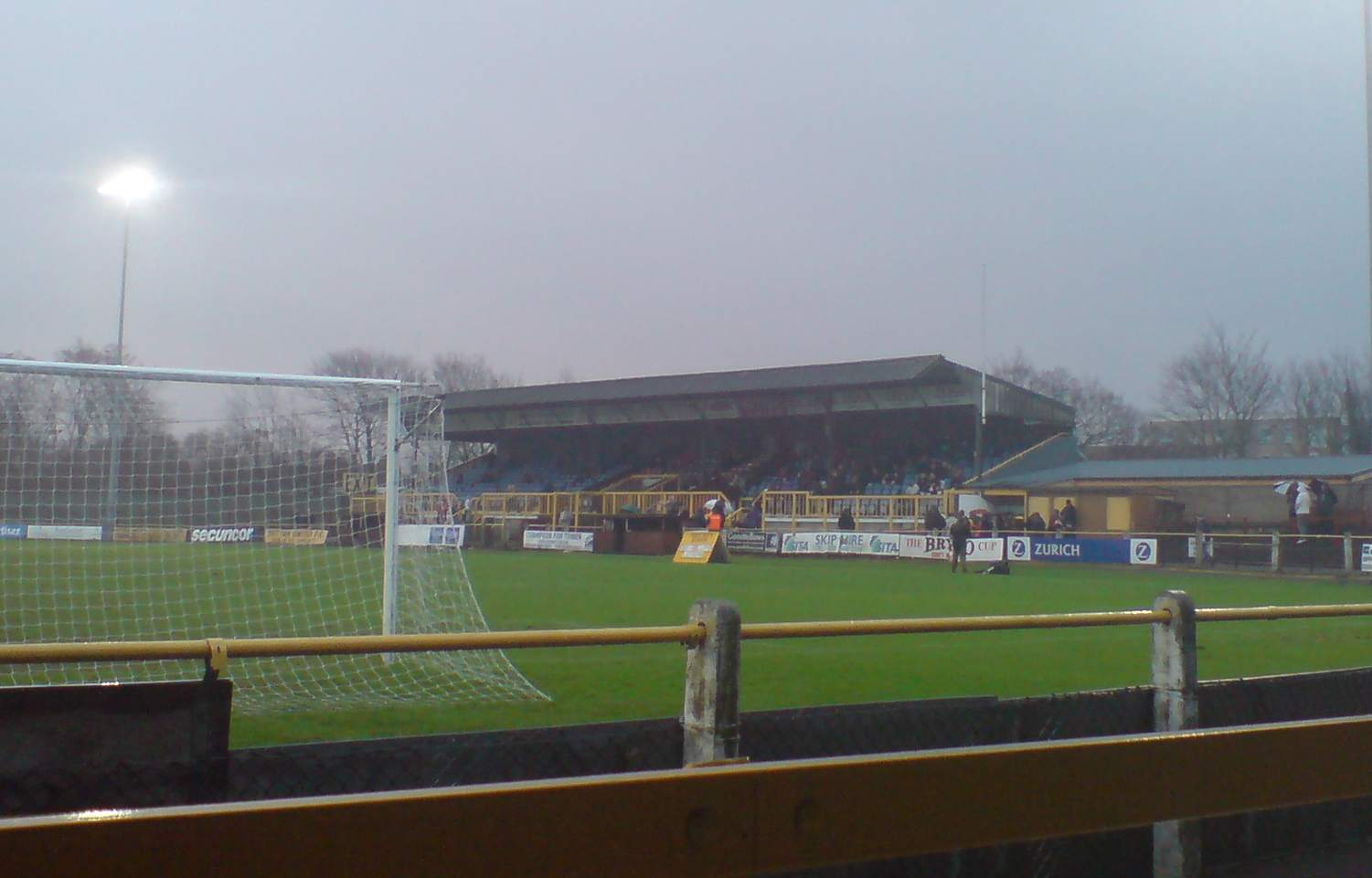
Gander Green Lane, casa do Sutton United

O clube ganhou a Isthmian League pela segunda vez em 1985. Depois de rejeitar a promoção á Football Conference, por conta de questões com o estádio. Eles retornaram ao campeonato no ano seguinte, após torcedores ajudarem no desenvolvimento de algumas áreas do Gander Green Lane.

### Camisa

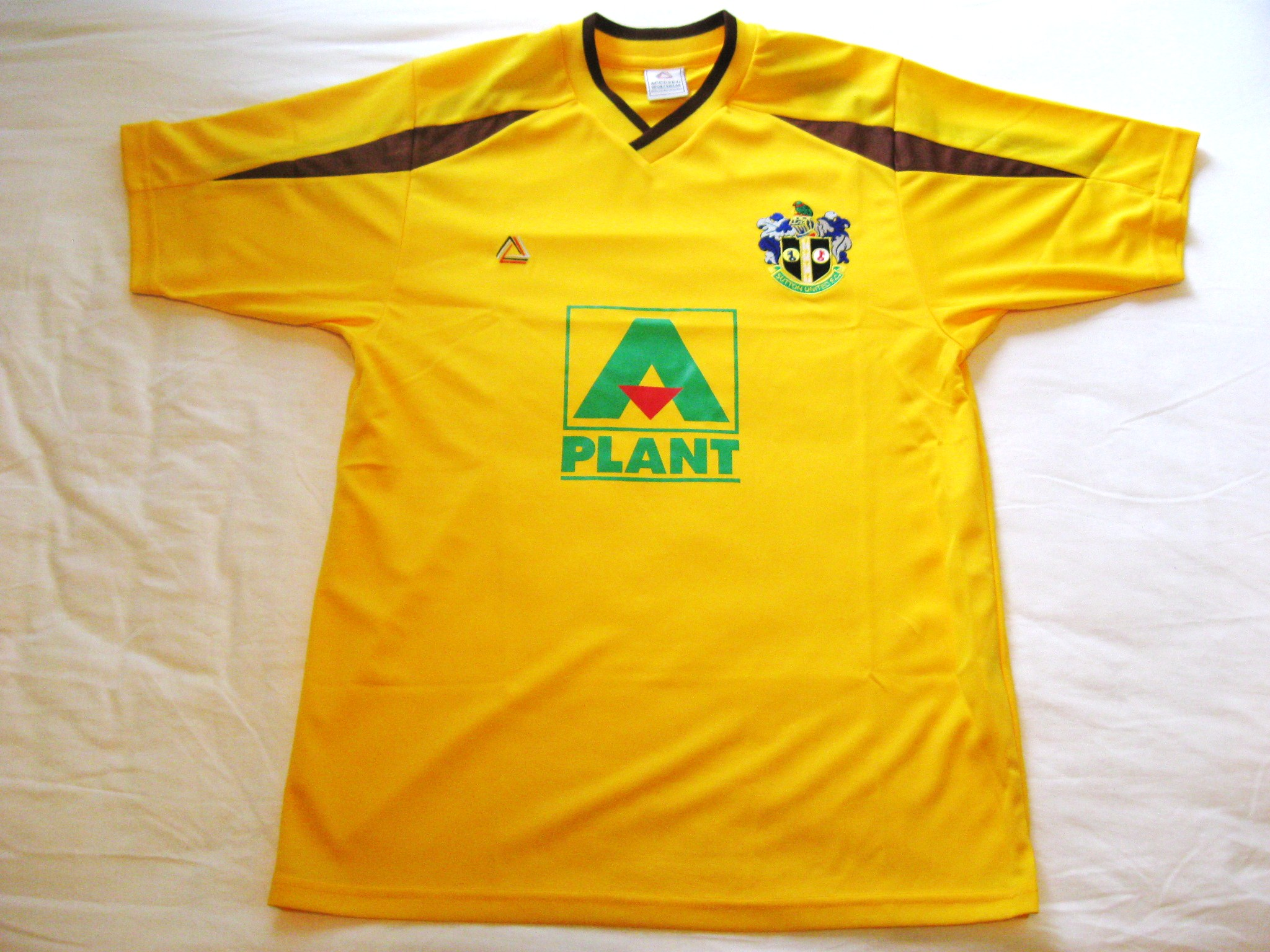
Camisa principal da temporada 2010-11

## Identidade do clube

### Mascote
O mascote do Sutton é Jenny, a girafa . Ela comparece a todos os jogos do time como mandante. Jenny usa uma camisa do Sutton United ,e durante o inverno um cachecol . Em 3 de outubro, Jenny participou do Mascot Grand National de 2010, no Hipódromo de Huntingdon  e terminou em 5º entre 41 corredores.

### SUFC Gâmbia
Há um clube na Gâmbia chamado "Sutton United FC". Em julho de 1999, o Young Stars FC foi formado pelo padre Andrew Cole e a equipe originalmente consistia em pessoas que frequentavam as aulas bíblicas . A equipe foi posteriormente renomeada para Sanchaba United, que significa "Centro da cidade" na língua mandinga até que um visitante inglês, conhecido apenas como Walter, doou equipamentos ao clube e sugeriu que mudassem o nome para Sutton United FC (Gâmbia). O clube, localizado em Lamin Village, nos arredores de Banjul, joga na terceira divisão do futebol gambiano, conhecido como Nawettan.

## Campo
O Sutton United manda seus jogos no Gander Green Lane, oficialmente VBS Community Stadium ,por motivos de patrocínio. O Sutton recebeu os assentos para a arquibancada do Gander Green Lane, vindas da reforma do Stamford Bridge, dado a eles pelos proprietários do campo do Chelsea FC.

## Torcedores e rivalidades
Os principais rivais do Sutton United são: o Bromley, Carshalton Athletic, AFC Wimbledon, Kingstonian e Tooting &amp; Mitcham .

## Recordes e estatísticas
- Melhor desempenho na FA Cup : quinta rodada, 2016–17 [7]
- Melhor desempenho na Copa da Liga : Primeira rodada, 2021–22, 2022–23
- Melhor desempenho no Troféu EFL : vice-campeão, 2021–22
- Melhor desempenho no Troféu FA : vice-campeão, 1980–81 [7]
- Melhor resultado na liga: 8º na Liga Dois, equivalente a 76º no sistema da liga de futebol inglesa, 2021–22 [8]
- Presença recorde: 14.000 contra o Leeds United, quarta rodada da FA Cup, 24 de janeiro de 1970 [7]
- Maior vitória: 11–1 contra Clapton, 1966; 11–1 contra Leatherhead, 1982–83, ambos Liga Isthmiana [7]
- Derrota mais pesada: 13–0 contra Barking, Liga Ateniense, 1925–26 [7]
- Mais aparições: Larry Pritchard, 781 [7]
- Maior número de gols: Muharem Huskovic, 308 [7]

## Jogadores

### Elenco atual
- Atualizado até 16 March 2023[9]

| No. | Pos. | Nation | Player                         |
| --- | ---- | ------ | ------------------------------ |
| 1   | GK   | ENG    | Jack Rose                      |
| 2   | DF   | ENG    | Jonathan Barden                |
| 3   | DF   | ENG    | Sam Hart                       |
| 5   | DF   | ENG    | Ben Goodliffe                  |
| 6   | DF   | ENG    | Louis John                     |
| 10  | MF   | ENG    | Harry Beautyman (vice-captain) |
| 12  | DF   | ENG    | Tobi Ogundega                  |
| 13  | GK   | ENG    | Brad House                     |
| 14  | FW   | ENG    | Craig Dundas                   |
| 15  | MF   | ENG    | Craig Eastmond (captain)       |
| 17  | DF   | ENG    | Matt Ridley                    |

| No. | Pos. | Nation | Player                                      |
| --- | ---- | ------ | ------------------------------------------- |
| 19  | FW   | ENG    | Tope Fadahunsi                              |
| 22  | DF   | ENG    | Joe Kizzi                                   |
| 23  | FW   | ENG    | Charley Kendall (on loan from Lincoln City) |
| 24  | DF   | ENG    | Robert Milsom                               |
| 27  | FW   | ENG    | Kylian Kouassi                              |
| 30  | GK   | POL    | Filip Chalupniczak                          |
| 31  | GK   | ENG    | Matt Kerbey                                 |
| 33  | FW   | ENG    | Lee Angol                                   |
| -   | GK   | ENG    | Steve Arnold                                |

1. ↑  «Sutton United Community news». Sutton United official website. Consultado em 2 de setembro de 2010. Arquivado do original em 24 de setembro de 2010
2. ↑  «Women and Girls Football Festival». Sutton United official website. Consultado em 2 de setembro de 2010. Arquivado do original em 30 de novembro de 2010
3. ↑  «Jenny enters the world famous race». Sutton United official website. Consultado em 14 de setembro de 2010. Arquivado do original em 23 de dezembro de 2010
4. ↑  «Jenny enters World Famous Race». Sutton United official website. 17 de outubro de 2010. Consultado em 29 de outubro de 2010. Arquivado do original em 23 de dezembro de 2010
5. 1 2  «SUFC Gambia – Club History». Sutton United officialK website. Consultado em 29 de junho de 2009. Arquivado do original em 8 julho de 2009
6. ↑  «SUFC Gambia – An Introduction». Sutton United official website. Consultado em 29 de junho de 2009. Arquivado do original em 8 julho de 2009
7. 1 2 3 4 5 6 7  Mike Williams & Tony Williams (2020) Non-League Club Directory 2021, p510 ISBN 978-1869833848
8. ↑  «Sutton United FC». European Football Statistics. Consultado em 30 de agosto de 2022
9. ↑  «Squad». Sutton United FC. Consultado em 17 de agosto de 2022